# Liste der Nationalstraßen in Ghana
Diese Liste zeigt die Straßen in Ghana auf. Es gibt drei Typen von Straßen, zum ersten die Fernstraßen beginnend mit N, zum zweiten die Inter-Regionalstraßen beginnend mit einem IR und zum dritten die Regionalstraßen beginnend mit R.

## Nationalstraßen
| Nationalstraßen in Ghana | Nationalstraßen in Ghana | Nationalstraßen in Ghana |
| Kurzbe- zeichnung        | Verlauf | Länge                    |
| ------------------------ | --- | ------------------------ |
| Kurzbe- zeichnung        | Ort (Region) | [km]                     |
| N1                       | Grenze zur Elfenbeinküste – Elubo (WE) – Sekondi-Takoradi (WE) – Cape Coast (CE) – Winneba (CE) – Accra (GA) – Tema (GA) – Sogakope (VO) – Aflao (VO) – Grenze nach Togo Die N1 bildet den ghanaischen Abschnitt des Dakar-Lagos-Highways. | 543                      |
| N2                       | Tema (GA) – Kpong (EA) – Kpeve (VO) – Hohoe (VO) – Jasikan (OT) – Bimbilla (NR) – Yendi (NR) – Gushegu (NR) – Nakpanduri (NE) – Grenze nach Burkina Faso                                                                                   | 720                      |
| N3                       | Kpong (EA) – Oterkpolu (EA) – Koforidua (EA) Die N3 verbindet die N2 mit der N4. | 56                       |
| N4                       | Accra (GA) – Mampong (EA) – Koforidua (EA) – Nsutam (EA) Die N4 mündet in die N6. | 120                      |
| N5                       | Asikuma (EA) – Ho (VO) Die N5 verbindet die Distrikthauptstadt Ho mit der N2. | 44                       |
| N6                       | Accra (GA) – Nsawam (EA) – Suhum (EA) – Nkawkaw (EA) – Kumasi (AS) | 245                      |
| N7                       | Sawla (SA) – Damongo (SA) – Fufulso (SA) Die N7 verbindet die N10 mit der N12. | 147                      |
| N8                       | Yamoransa (CE) – Dunkwa (CE) – Assin Fosu (CE) – Bekwai (AS) – Kumasi (AS) | 201                      |
| N9                       | Tamale (NR) – Yendi (NR) Die N9 verbindet die N10 mit der N2. | 100                      |
| N10                      | Kumasi (AS) – Techiman (BE) – Kintampo (BE) – Tamale (NR) – Bolgatanga (UE) – Navrongo (UE) – Paga (UE) – Grenze nach Burkina Faso | 580                      |
| N11                      | Bolgatanga (UE) – Zebilla (UE) – Bawku (UE) – Grenze nach Togo | 110                      |
| N12                      | Elubo (WE) – Enchi (WN) – Asawinso (WN) – Sunyani (BO) – Wenchi (BO) – Wa (UW) – Lawra (UW) – Hamile (UW) – Grenze nach Burkina Faso | 830                      |
| N13                      | Lawra (UW) – Tumu (UW) – Navrongo (UE) Die N13 verbindet die N12 mit der N10. | 220                      |
| N14                      | Sakpeigu (NR) – Chereponi (NE) – Wawjawga (NE) – Grenze nach Togo | 100                      |
| N16                      | Tumu (UW) – Kapulima (UW) – Grenze nach Burkina Faso | 20                       |
| N18                      | Wa (UW) – Hian (UW) | 76                       |

## Inter-Regionalstraßen
| Inter-Regionalstraßen in Ghana | Inter-Regionalstraßen in Ghana | Inter-Regionalstraßen in Ghana |
| Kurzbe- zeichnung              | Verlauf                        | Länge                          |
| ------------------------------ | ------------------------------ | ------------------------------ |
| Kurzbe- zeichnung              | Ort (Region)                   | [km]                           |
| IR1                            | Aburi (EA) – Mankessim (CE)    | 150                            |
| IR2                            | Winneba (CE) – Juaso (AS)      | 180                            |
| IR3                            | Oterkpalu (EA) – Obuasi (AS)   | 250                            |
| IR4                            | Kumasi (AS) – Tamale (NR)      | ?                              |
| IR5                            | Abuakwa – Osei Kojokrom        | 105                            |
| IR6                            | Agona (WE) – Anwiankwanta (AS) | 200                            |
| IR7                            | Kaame (VO) – Donkorkrom (EA)   | ?                              |
| IR8                            | Dunkwa (WE) – Kyeremasu (BO)   | 245                            |
| IR9                            | Prang – Berekum (BO)           | 255                            |
| IR10                           | Busunu (SA) – Chuchuliga (UE)  | 215                            |
| IR11                           | Wawjawga (NE) – Ga (UW)        | ?                              |

## Regionalstraßen
Die Regionalstraßen beginnen mit R.

## Abkürzungen
Die Abkürzungen in den obigen Tabellen stehen für die jeweilige Region Ghanas, in welcher sich der angegebene Ort befindet:
AH – Ahafo
AS – Ashanti
BO – Bono
BE – Bono east
CE – Central
EA – Eastern
GA – Greater Accra
NE – North East
NR – Northern
OT – Oti
SA – Savannah
UE – Upper East
UW – Upper West
VO – Volta
WE – Western
WN – Western North